# YTl3
YTl3是钇和铊形成的金属间化合物之一，具有立方晶系，与AuCu3同构，可由钇和铊共熔得到。它的其它已知的相还有Y5Tl3、YTl和Y3Tl5。它的自旋-軌道相互作用已有理论计算研究。